# Жанакорган
Жанакорга́н (каз. Жаңақорған) — селище, центр Жанакорганського району Кизилординської області Казахстану. Адміністративний центр та єдиний населений пункт Жанакорганського сільського округу.
До 1992 року мало назву Яникурган, до 2008 року мало статус селища.
Населення — 31910 осіб (2021; 22716 у 2009, 20708 у 1999, 18939 у 1989).
Розташований на правому березі річки Сирдар'я, за 180 км на південний схід від Кизилорди. Залізнична станція на лінії Оренбург—Ташкент. Щебеневий завод, промкомбінат, грязелікувальний курорт.